# Kanton Brioux-sur-Boutonne
Kanton Brioux-sur-Boutonne (fr. Canton de Brioux-sur-Boutonne) je francouzský kanton v departementu Deux-Sèvres v regionu Poitou-Charentes. Skládá se z 19 obcí.

## Obce kantonu
- Asnières-en-Poitou
- Brieuil-sur-Chizé
- Brioux-sur-Boutonne
- Chérigné
- Chizé
- Ensigné
- Juillé
- Les Fosses
- Le Vert
- Luché-sur-Brioux
- Lusseray
- Paizay-le-Chapt
- Périgné
- Secondigné-sur-Belle
- Séligné
- Vernoux-sur-Boutonne
- Villefollet
- Villiers-en-Bois
- Villiers-sur-Chizé